# Psalmopoeus irminia
Psalmopoeus irminia is een spinnensoort in de taxonomische indeling van de vogelspinnen (Theraphosidae). Het dier behoort tot het geslacht Psalmopoeus. De wetenschappelijke naam van de soort werd voor het eerst geldig gepubliceerd in 1994 door Saager.

## Kenmerken
De spin bezit harige poten en een typisch donkere kleur (meestal zwart, maar ook grijsbruin komt voor). De carapax is zwart. Het wijfje is meestal bonter gekleurd dan het mannetje: op het achterlijf zijn lichtbruine tot okergele strepen zichtbaar. Ook op de poten komt dit kleurenpatroon voor. De soort kan erg groot worden: inclusief de poten kan een lengte van 15 centimeter bereikt worden.

## Leefwijze
Psalmopoeus irminia is een agressieve spin die vaak onvoorspelbare bewegingen kan maken. Daarnaast is ze erg snel. Wanneer de spin in het nauw wordt gedreven zal ze niet aarzelen om meermaals te bijten. Het gif is zeer krachtig.

## Verspreiding en leefgebied
Psalmopoeus irminia komt voor in Venezuela. 